# José da Silva Maldonado de Eça
José da Silva Maldonado de Eça, por vezes chamado erradamente José da Silva Machado de Eça, foi um administrador colonial português.

## Biografia
Foi 63.° Governador de Cabo Verde, nomeado a 27 de Setembro de 1792 ou de 1793. Sucedeu a Francisco José Teixeira Carneiro e foi substituído a 10 de Setembro de 1795 ou a 3 de Agosto de 1796 por Marcelino António Bastos.
Durante o seu Governo, se cultivou pela primeira vez o algodão nas Ilhas de Cabo Verde.